# Pisidium rotundatum
Pisidium rotundatum är en musselart som beskrevs av Cecil Thomas Prime 1852. Pisidium rotundatum ingår i släktet Pisidium och familjen ärtmusslor. Inga underarter finns listade i Catalogue of Life.